# Sursk
Sursk (en ruso: Сурск) es una ciudad del óblast de Penza, Rusia, ubicada en el curso alto del río Sura, que es el tercer afluente más importante del Volga, después de los ríos Kama y Oká. Se encuentra a unos 92 km al este de la capital del óblast, Penza. Su población en 2010 era de 7000 habitantes.

## Historia
Se fundó en 1860 con el nombre de Nikolsky Khutor (en ruso: Нико́льский Ху́тор). En 1953 obtuvo la categoría de ciudad y fue rebautizada como Sursk en honor al río Sura.